# Зузанна Ґінчанка
Зузанна Ґінчанка (справжнє ім'я: Зузанна Поліна Ґінзбург; 22 березня 1917 — січень 1945) — польська поетеса та феміністка міжвоєнного періоду. Хоча за життя видала тільки одну збірку віршів (Про кентаврів, 1936), її творчість стала сенсацією в літературних колах Польщі. Заарештована в Кракові та страчена незадовго до закінчення Другої Світової Війни.

## Біографія
Зузанна Поліна Ґінзбург народилася в єврейській родині у Києві на початку визвольних змагань. Батьки того ж року залишили Київ і оселились у Рівному, зрештою опинившись на Східних Кресах міжвоєнної Польщі.
Батько, Семен Ґінзбург, був юристом, мати, Цецилія Ґінзбург (до шлюбу Сандберг) — домогосподаркою. Після розлучення Зузанна залишилась під опікою бабусі (батько виїхав у Берлін і пізніше в Америку, мати, другим шлюбом — в Іспанію). Бабуся Зузанни, Клара Сандберг, мала в центрі Рівного багатий будинок з аптекою на нижньому поверсі. 
Зузанна Ґінчанка була біженкою, власницею Нансенівского паспорту, так і не отримавши громадянства Польщі до початку війни. Серед друзів звалася «Сана».
У 1927—1935 роках навчалася в рівненській Гімназії ім. Т. Костюшко, а 1935 року переїхала до Варшави, щоб стати студенткою Варшавського університету. Навчання там невдовзі закінчилося, швидше за все, внаслідок антисемітських інцидентів у виші. Проте маючи вже кілька публікацій та нагороду національного конкурсу, поетеса лишилася в Варшаві заради участі в літературному житті міста. Варшава дарувала Ґінчанці натхнення, знайомства, успіхи та, зрештою, славу легенди міжвоєнної польської літератури. Сучасники відзначали вражаючу харизму Зузанни, що привертала увагу численних шанувальників. Варшавський період життя поетеси залишився у споминах та присвятах найвидатніших її сучасників. Зокрема, Вітольда Ґомбровича, Чеслава Мілоша, Яна Котта, Казимєжа Брандиса, Яна Спєвака, Станіслава Пєнтака. Її портрет, створений Александром Рафаловським (Aleksander Rafałowski, 1894—1980), у 1937 році надрукував тижневик Wiadomości Literackie.
Літом поетеса часто відвідувала бабусю в Рівному. Під час відвідин 1939 року почалася Друга світова. В середині вересня Рівне окупували радянські війська. Клара Сандберг, втративши аптеку та будинок, відіслала онуку з залишками сімейного майна у Львів. Там поетеса зі знайомими-митцями орендувала помешкання в будинку № 8 на вулиці Яблоновських.
На початку 1940 року 22-річна Зузанна одружилася зі старшим на 14 років істориком, критиком і громадським діячем Міхалом Вайнцихером. Друзі не знаходили пояснення її вчинку, тим паче, що вона перебувала в стосунках із художником-графіком Янушем Возняковським.
Після початку німецької окупації Львова становище Ґінчанки стало ризиковим. Її чоловік підтримував контакти з лівими групами, та й сама поетеса, крім походження, могла наразитись на звинувачення в співпраці з радянською владою. В перші місяці нацистської окупації з Рівного надійшла звістка, що її бабусю заарештовано і вона померла від серцевого нападу при транспортуванні в Здолбунів, де відбувалися масові страти. Влітку 1942 року після доносу конс'єржки в будинку, де проживала Ґінчанка, поліція зробила ряд облав і зрештою заарештувала поетесу, проте їй вдалося вирватися на волю. В цей період Ґінчанка активно пише, хоча автографів не збереглося, деякі твори були відновлені за спогадами її слухачів. Чи не єдиним виключенням є твір «Non omnis moriar», написаний за враженнями першого затримання і збережений подругою поетеси.
В вересні 1942 Міхал Вайнцихер слідом за Ґінчанкою переїжджає в Краків. Вона переховується там у тітки Януша Возняковського, який допомагає подружжю оформити фальшиві документи (згідно з якими, Зузанна — вірменка). Поетеса часто змінює сховки, зокрема, живе в курортному передмісті Свошовіці (нині район Кракова), щоб зменшити кількість контактів, небезпечних через її зовнішність. Її супутницею стає Блумка Фрадіс, подруга з дитячих років, що так само переховується від нацистів.
На початку 1944 року Возняковський потрапляє в облаву на вулицях Кракова, під час обшуку в нього знаходять зачіпки, що виводять слідчих на старий сховок Ґінчанки, де все ще мешкає її чоловік. Його також арештовують. Імена Міхала та Януша з'являються в повідомленні нацистського трибуналу від 6 квітня 1944 року про 112 страчених і засуджених до страти громадян.
Восени 1944 року поліція прийшла з обшуком до помешкання знайомої Міхала, Ельжбети Мухарської, де на той час переховувались Блумка Фрадіс і Зузанна Ґінчанка. Свідки події та обізнані з ситуацією сучасники вважали найімовірнішою причиною раптової появи людоловів іще один донос.
Щодо точної дати й місця смерті Зузанни Ґінчанки немає певних даних. Імовірно, вона пережила тортури та була розстріляна в одній з краківських в'язниць восени 1944 або навіть в перші тижні 1945 року (звільнення міста від нацистів відбулося 18 січня). 

## Творчість

### Ранній період
З дитячих років Зузанна Ґінчанка спілкувалася російською, наслідуючи асимільованих батьків, і польською, яку чула від однолітків-друзів; їдиш або українською не володіла. Зрештою, зацікавившись поезією Юліана Тувіма та літературним життям Польщі, обрала польську. За свідченнями матері, Зузанна почала віршувати у 4 роки, а в 8 склала баладу. Опублікувала свої перші твори ще в школі 1931 року, дебютувавши віршем «Uczta wakacyjna» (Свято канікул) в шкільній газеті «Відлуння школи» (Еха Szkolne), редактором якої був Чеслав Янчарський. Також у цей період знана як авторка пісень.

Дебют у масовій літературі відбувся в серпні 1933 року на сторінках Кур'єру Літературно-Наукового, недільного доповнення відомого видання — Ілюстрованого Щоденного Кур'єру (Kuryer Literacko-Naukowy — Ilustrowany Kuryer Codzienny), публікацією 16-рядкового вірша «Żyzność sierpniowa» (Плідність серпня). У ньому 16-річна поетеса мовить голосом зрілої жінки, задумливо оглядаючись на юнацтво, що є в розквіті сил і дозрілі для любові (звідки й назва); свідомий і поблажливий погляд особи, чиє життя нібито давно минуло, міг змусити читача гадати, що авторка віршів є особою літнього віку. В останніх двох рядках, крім іншого, присутні мотиви катастрофи, що завжди будуть притаманні поезії Ґінчанки:

| W gałęziach gruszy zawisł wam księżyc, jak choinkowe złociste czółno, a w wargach malin milczą legendy o sercach, które skrwawiła północ |  | В галуззі груші Місяць сів на мілину, немов золотистий човен різдвяної ялини, а на губах малинових легенди змовкають, легенди про серця, скривавлені північним краєм |

Юліан Тувім заохотив Ґінчанку до участі у Конкурсі юних поетів (Turniej Młodych Poetów), організованому наступної весни виданням Wiadomości Literackie, найважливішим тогочасним літературний журналом Польщі. 17-річна поетеса отримала третю почесну нагороду з віршем «Gramatyka» (Граматика); більшість, якщо не всі інші 22 фіналісти були старші. Ґінчанка отримала додаткову премію: колекцію поезії Мікеланджело в перекладі Леопольда Стаффа. Її конкурсний вірш, на початку якого стоїть знак пунктуації (ліва дужка), присвячений частинам мови, кожна з яких описана в поетичній формі, закінчується рядками:

| a pokochać słowa tak łatwo: trzeba tylko wziąć je do ręki i obejrzeć jak burgund — pod światło |  | а покохати слова легко: ти лиш візьми їх в руку і дивись, як крізь бургундське, крізь них на світло. |

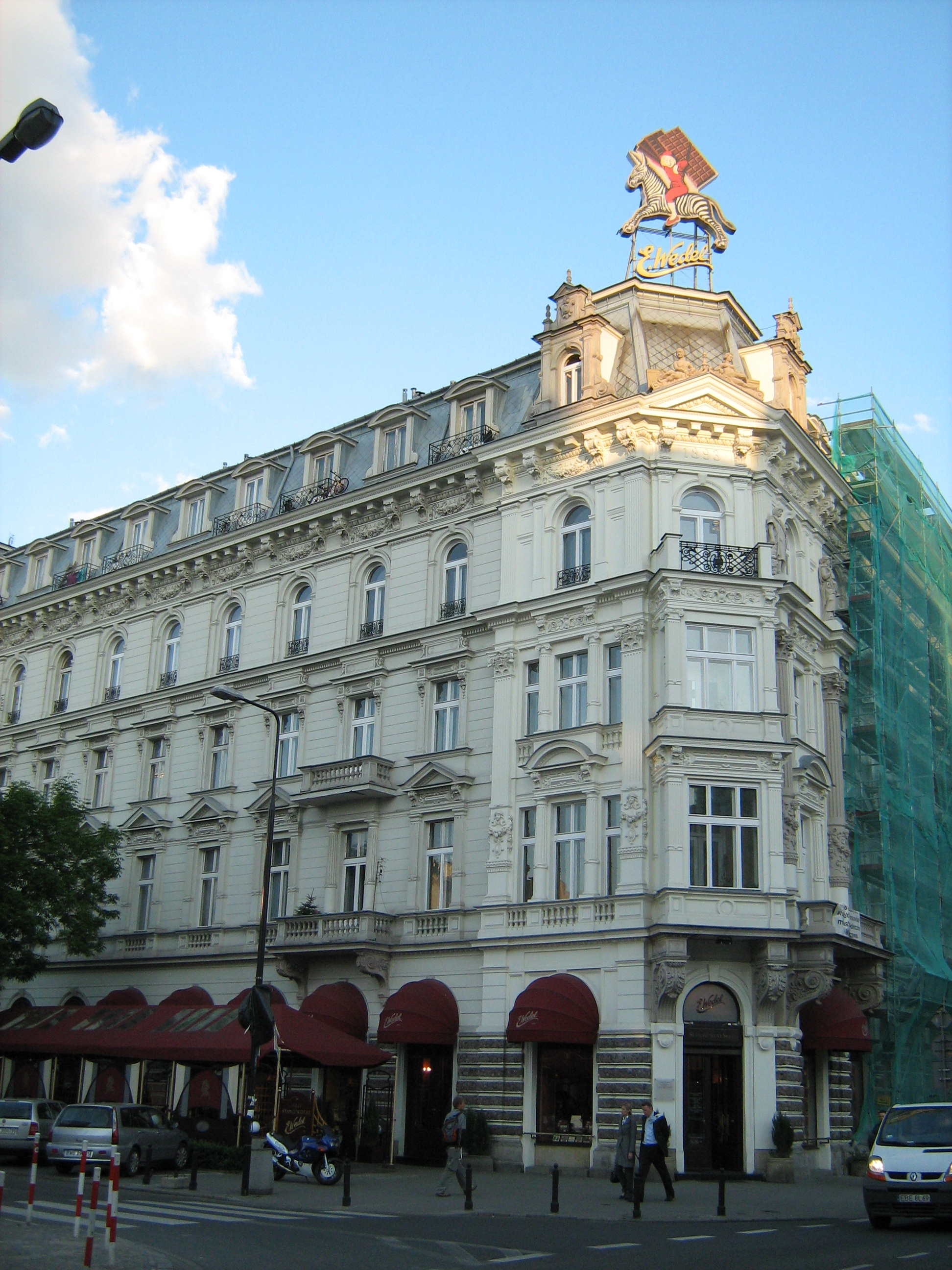
Будівля в Варшаві, де в 1930-ті роки мешкала Зузанна Ґінчанка

### Варшавський період
Для перших років участі Зузанни Ґінчанки в літературному житті Польщі важливою була підтримка Юліана Тувіма. Вплив цього автора зазначали критики, наприклад, Кароль Віктор Заводзінський вважав ліризм творів Ґінчанки поетичним досягненням Тувіма, вважаючи їх неповторними, у обох відмічав первинну увагу до слова, свіжість поезії, максимальну стислість і виразність у роботі з поетичними образами. Натомість, Ярослав Івашкевич відмічав, наскільки майстерною поетесою Ґінчанка була від початку, оминувши етап становлення, пов'язаний з участю в літературних тусовках, зокрема, її дистанціювання від групи Скамандер (співзасновником якої був Тувім). Зузанну Ґінчанку згадують як одну з небагатьох (якщо не єдину) жінку, що публікувала сатиричні твори, присвячені варшавській богемі.
1936 року вийшла єдина прижиттєва збірка Зузанни Ґінчанки «Про кентаврів», що стала сенсацією в польській літературі міжвоєнного часу. Авторка співпрацює з багатьма часописами та виданнями, у 1937 і 1938 році має власні програми на Польському радіо.

### Воєнний період
За совітів Зузанна Ґінчанка стала членкинею Спілки письменників і працювала редакторкою. Проте вона опублікувала лише кілька творів, що відповідали кон'юнктурі радянської пропаганди. Компромісом стала перекладацька робота, в якій поетесі нагодилося знання російської, згадуються її переклади польською Тараса Шевченка, Павла Тичини та Лесі Українки. У 1940 році вона видала збірку перекладів поезії Володимира Маяковського.
Після 22 червня 1941 року Ґінчанка, живучі в конспірації, мала змогу читати свої твори лише малому колу найбільш довірених людей. Проте, за спогадами близьких, що зустрічалися з Зузанною в її сховках, поетеса продовжувала активно працювати. Декілька творів відновлені зі спогадів її близьких та видані уже після війни. Єдиний відомий автограф Ґінчанки з тої пори, «Non omnis moriar», вважається чи не найвидатнішим її твором.

## Посмертне вшанування
В січні 1946 за звинуваченням у колабораціонізмі з нацистами були притягнуті до суду Зоф'я Хомінова (Zofja Chomin) та її син Мар'ян Хомін. Жінка згадана в поемі Зузанни Ґінчанки «Non omnis moriar», як та, що повідомила людоловів про єврейку, яка переховується в будинку (ймовірно, це унікальний випадок, коли поетичний твір був долучений до кримінальної справи як свідчення жертви). Газета Express Wieczorny від 5 липня 1948 повідомила, що Зоф'я Хомінова, консьєржка будинку № 8 на вулиці Яблоновських, де переховувалась Ґінчанка, засуджена до позбавлення волі на чотири роки за донос на поетесу — вірш «Non omnis moriar» згаданий у постанові суду — її син (що працював у Baudienst) був виправданий.
Попри високу якість поезії та передвоєнну славу, в комуністичній Польщі доля та творчість Зузанни Ґінчанки переважно замовчувались. Винятками є присвячена їй Сидором Реєм відео-поема «Smak słowa i śmierci» (Смак слова і смерті) 1967 року та поема «Zuzanna Ginczanka» Дороти Хрошелевської (1948—1996).
Лише в сучасній Польщі, з 1990-х років, почалось справжнє відродження інтересу до особи Ґінчанки та її творчості.
В Україні, в містах, де народилась і зростала поетеса, інтерес до неї пробуджується лише в 2010-ті роки, в зв'язку зі 100-річчям від народження переважно зусиллями польської громади та культурних інституцій. Наприкінці 2017 року ГО Форум видавців за підтримки Генерального консульства Республіки Польща в Луцьку та ряду осіб і інституцій з України та Польщі першими в Україні випустили збірку поезій Зузанни Ґінчанки. Книга надрукована у Львові видавництвом Майстер книг і містить вірші різних періодів творчості в оригіналі (польською) та в україномовних перекладах Ярослава Поліщука, ілюстрована мистецькими портретами поетеси зробленими сучасною польською мисткинею Кристиною Пйотровською.

## Публікації
- O centaurach (1936)
- Wiersze wybrane (1953)
- Zuzanna Ginczanka [: wiersze] (1980)
- Udźwignąć własne szczęście (1991)
- Krzątanina mglistych pozorów: wiersze wybrane = Un viavai di brumose apparenze: poesie scelte (2011; bilingual edition: text in Polish and Italian)

### Переклади
- Vladimir Mayakovsky, Wiersze, переклад на польську Зузанни Ґінчанки (1940)

### Публікації в збірках

#### Редакції«Non omnis moriar[it]» (до 1990)
- Sh. L. [Shemuʾel-Leyb] Shnayderman, Between Fear and Hope, tr. N. Guterman, New York, Arco Publishing Co., 1947. (Includes an English translation of «Non omnis moriar», pp. 262–263, perhaps the first publication of the poem, in any language, in book form. Important also for the background information on the situation of the Jews within the Polish society in the immediate aftermath of the Second World War, shedding light on their situation before and during the War.)
- Poezja Polski Ludowej: antologia, ed. R. Matuszewski & S. Pollak, Warsaw, Czytelnik, 1955. (Includes the original text of «Non omnis moriar», p. 397.)
- Ryszard Marek Groński, Od Stańczyka do STS-u: satyra polska lat 1944—1956, Warsaw, Wydawnictwa Artystyczne i Filmowe, 1975. (Includes the original text of «Non omnis moriar», p. 9.)
- Męczeństwo i zagłada Żydów w zapisach literatury polskiej, ed. I. Maciejewska, Warsaw, Krajowa Agencja Wydawnicza, 1988. ISBN 8303022792. (Includes the original text of «Non omnis moriar», p. 147.)

#### Інші поезії (до 1990)
- Poezja polska 1914—1939: antologia, comp. & ed. R. Matuszewski & S. Pollak, Warsaw, Czytelnik, 1962.
- Szczutek. Cyrulik Warszawski. Szpilki: 1919—1939, comp. & ed. E. Lipiński, introd. W. Filler, Warsaw, Wydawnictwa Artystyczne i Filmowe, 1975. (Includes Ginczanka's poem «Słówka», p. 145.)
- Poezja polska okresu międzywojennego: antologia, 2 vols., comp. & ed. M. Głowiński & J. Sławiński, Wrocław, Zakład Narodowy im. Ossolińskich, 1987.

## Мемуари, літературознавчі розвідки
- Наталія Бельченко. «Київська чарівнице, Суламіто...» [Архівовано 14 травня 2021 у Wayback Machine.]
- Міколай Ґлінський. Сана, Санечка, Ґіна: краса і тавро Зузанни Ґінчанки [Архівовано 8 листопада 2018 у Wayback Machine.]
- Христина Семерин. Феміністичні проекції в поезії Зузанни Ґінчанки [Архівовано 24 березня 2022 у Wayback Machine.]. Наукові записки Національного університету «Острозька академія»: серія «Філологія». Острог: Вид-во НаУОА, 2018. Вип. 4(72), грудень. С. 194–196.
- Христина Семерин. Поезія як особисте одкровення: єврейська ідентичність польської поетки Зузанни Ґінчанки. SLAVIA časopis pro slovanskou filologii. 2022.
- Khrystyna Semeryn. Poetry of Bohdan-Ihor Antonych and Zuzanna Ginchanka in the Context of European Modernism. Kyiv-Mohyla Humanities Journal, 2019, 6, 177–190.
- Христина Семерин. Життя, смерть і безсмертя Зузанни Ґінчанки // Посестри. Часопис. 2023. № 74
- W 3-cią rocznicę zagłady ghetta w Krakowie (13.III.1943–13.III.1946), [ed. M. M. Borwicz, N. Rost, J. Wulf], Cracow, Centralny Komitet Żydów Polskich [Central Committee of Polish Jewry], 1946, page 83.
- Michał Głowiński, «O liryce i satyrze Zuzanny Ginczanki», Twórczość, No. 8, 1955.
- Jan Śpiewak (1908—1967), «Zuzanna: gawęda tragiczna»; in id., Przyjaźnie i animozje, Warsaw, Państwowy Instytut Wydawniczy, 1965, pages 167—219.
- Jan Śpiewak, «Zuzanna»; in id., Pracowite zdziwienia: szkice poetyckie, ed. A. Kamieńska, Warsaw, Czytelnik, 1971, pages 26–49.
- Józef Łobodowski, Pamięci Sulamity, Toronto, Polski Fundusz Wydawniczy w Kanadzie, 1987. (The introduction critiques, in part, Śpiewak's contribution «Zuzanna: gawęda tragiczna» (see above), pointing out inaccuracies in his text and his lapses of memory.)
- Aleksander Hertz, The Jews in Polish Culture, tr. R. Lourie, ed. L. Dobroszycki, foreword by Cz. Miłosz, Evanston (Illinois), Northwestern University Press, 1988, page 128. ISBN 0810107589. (1st Polish ed., Paris, 1961.)
- Tadeusz Wittlin, Ostatnia cyganeria, Warsaw, Czytelnik, 1989, pages 241—248. ISBN 8307016738. (1st ed., London, 1974. Recollections of a personal acquaintance of Ginczanka.)
- Natan Gross, Poeci i Szoa: obraz zagłady Żydów w poezji polskiej, Sosnowiec, Offmax, 1993, pages 118ff. ISBN 8390014939.
- Izolda Kiec, Zuzanna Ginczanka: życie i twórczość, Poznań, Obserwator, 1994. ISBN 8390172003.
- Mieczysław Inglot, «Non omnis moriar Zuzanny Ginczanki w kręgu konwencji literackiej»; in: Studia Historyczno-Demograficzne, ed. T. Jurek & K. Matwijowski, Wrocław, Wydawnictwo Uniwersytetu Wrocławskiego, 1996, pages 135—146. (With a summary in German.)
- Żydzi w Polsce: antologia literacka, ed. H. Markiewicz, Cracow, Towarzystwo Autorów i Wydawców Prac Naukowych Universitas, 1997, page 416. ISBN 8370524524. (Includes the original text of «Non omnis moriar».)
- Jadwiga Sawicka, Wołyń poetycki w przestrzeni kresowej, Warsaw, DiG, 1999, passim. ISBN 837181030X.
- Rafael F. Scharf, «Literature in the Ghetto in the Polish Language: Z otchlani — From the Abyss»; in: Holocaust Chronicles: Individualizing the Holocaust through Diaries and other Contemporaneous Personal Accounts, ed. R. M. Shapiro, introd. R. R. Wisse, Hoboken (New Jersey), Ktav, 1999, page 39. ISBN 0881256307.
- Agata Araszkiewicz, Wypowiadam wam moje życie: melancholia Zuzanny Ginczanki, Warsaw, Fundacja Ośka, 2001. ISBN 8390982080.
- Bożena Umińska, Postać z cieniem: portrety Żydówek w polskiej literaturze od końca XIX wieku do 1939 roku, Warsaw, Sic!, 2001, pages 353ff. ISBN 8386056940.
- Ryszard Matuszewski (1914—2010), Alfabet: wybór z pamięci 90-latka, Warsaw, Iskry, 2004, page 125. ISBN 8320717647. (Recollections of a former personal acquaintance of Ginczanka.)
- Elzbieta Adamiak, «Von Schräubchen, Pfeilern und Brücken… Dichterinnen und Theologinnen mittel- und osteuropäischer Kontexte ins Wort gebracht»; in: Building Bridges in a Multifaceted Europe: Religious Origins, Traditions, Contexts and Identities…, ed. S. Bieberstein, K. Buday & U. Rapp, Louvain, Peeters, 2006, pages 9–24. ISBN 9789042918955, ISBN 9042918950. (Includes a German translation of the poem «Non omnis moriar», p. 19. Together with «Non omnis moriar», the article considers two other poems, by Kazimiera Iłłakowiczówna and Wisława Szymborska respectively, from the point of view of the Feminist literary theory.)
- Sylwia Chutnik, «Kobiety Ziemiańskiej», Polityka, No. 13 (2698), 28 March 2009, p. 63. (See online [Архівовано 28 липня 2017 у Wayback Machine.])
- Bożena Shallcross, Rzeczy i zagłada, Cracow, Towarzystwo Autorów i Wydawców Prac Naukowych Universitas, 2010. ISBN 9788324213856, ISBN 9788324211104. (Includes the original text of «Non omnis moriar», p. 32; and an English summary of the entire book, pp. 207–208.)
- Bożena Shallcross, The Holocaust Object in Polish and Polish-Jewish Culture, Bloomington (Indiana), Indiana University Press, 2011, esp. pages 13–50, and passim. ISBN 9780253355645, ISBN 0253355648. (Includes a translation of the poem «Non omnis moriar», pp. 37–38, more accurate than the one given above, and a detailed, deconstructive analysis of the work.)

## Статті, есеї
- Діана Горбань. Щастя Ґінчанки // Zbruč. 21.12.2018